# Zespół BOFS
Zespół BOFS, zespół skrzelowo-oczno-twarzowy (ang. branchio-oculo-facial syndrome, BOFS) – rzadki zespół wad wrodzonych, na który składają się niska masa urodzeniowa, zahamowanie wzrostu, obustronne przetrwałe szczeliny skrzelowe na szyi, niekiedy naczyniakowate, i czasem razem z linijnymi zmianami skórnymi do tyłu od małżowin usznych, wrodzony zez, atrezja przewodów nosowo-łzowych, szeroki grzbiet nosa, spłaszczony koniuszek nosa, wydatna górna warga, bardzo szeroka rynienka podnosowa i duże usta. Do tej pory opisano około 50 przypadków zespołu.